# Ragıp Başdağ
Ragıp Başdağ (né le 9 juin 1978 à Trabzon, Turquie) est un footballeur turc. 

## Carrière
À l'été 2005, le Galatasaray SK essaye de le débaucher du club de Sakaryaspor relégué, mais il signe finalement en faveur de Kayserispor.